# Třebčice
Třebčice (deutsch Trebschitz) ist eine Gemeinde mit 66 Einwohnern in Tschechien. Sie liegt zwei Kilometer südöstlich von Nepomuk und gehört zum Okres Plzeň-jih. Die Katasterfläche beträgt 241 Hektar.

## Geographie
Der Ort befindet sich in 424 m ü. M. im Tal des Myslivský potok. Am südlichen Ortsrand führt die Europastraße 49/Staatsstraße 20 von Nepomuk nach Blatná vorbei. Třebčice liegt östlich der Eisenbahnstrecke von Pilsen nach Strakonice, durch den Ort führt die Nebenstrecke Nepomuk-Blatná, welche zwischen Dvorce und Třebčice von der Hauptstrecke abzweigt. Oberhalb von Třebčice liegt im Westen der Teich Floriánek.
Nachbarorte sind Dvorce im Norden, Tojice im Nordwesten, Mohelnice im Osten, Želvice und Mileč im Süden sowie Nepomuk im Westen.

## Geschichte
Die erste urkundliche Erwähnung datiert aus dem Jahre 1350. Zwischen 1961 und 1991 war Třebčice nach Mohelnice eingemeindet.

## Gemeindegliederung
Für Třebčice sind keine Ortsteile ausgewiesen.

## Sehenswürdigkeiten
- Kapelle
- Statue des Hl. Johannes von Nepomuk auf der Brücke über den Myslivský potok